# Фонтен Сен Мартен
Фонтен Сен Мартен (фр. Fontaines-Saint-Martin) насеље је и општина у источној Француској у региону Рона-Алпи, у департману Рона која припада префектури Лион.
По подацима из 2011. године у општини је живело 2994 становника, а густина насељености је износила 1092,7 становника/km². Општина се простире на површини од 2,74 km². Налази се на средњој надморској висини од 280 метара (максималној 288 m, а минималној 182 m).

## Демографија
| 1962. | 1968. | 1975. | 1982. | 1990. | 1999. | 2011. |
| ----- | ----- | ----- | ----- | ----- | ----- | ----- |
| 1.026 | 1.306 | 1.826 | 2.056 | 2.124 | 2.721 | 2.994 |

График промене броја становника у току последњих година